# دوري كرة القدم الإسكتلندي الدرجة الأولى 1921–22
دوري كرة القدم الاسكتلندي الدرجة الأولى 1921–22 (بالإنجليزية: 1921–22 Scottish Division One)‏ هو الموسم 32 من دوري كرة القدم الاسكتلندي. أشرف على تنظيمه اتحاد اسكتلندا لكرة القدم، وكان عدد الأندية المشاركة فيه 22، وفاز فيه نادي سلتيك.